# Stefano Uroš I
Stefan Uroš I Nemanjić, in serbo Стефан Урош I Немањић (1223 circa – Novi Pazar, 1º maggio 1277), è stato un sovrano serbo dal 1243 al 1276.

## Il regno

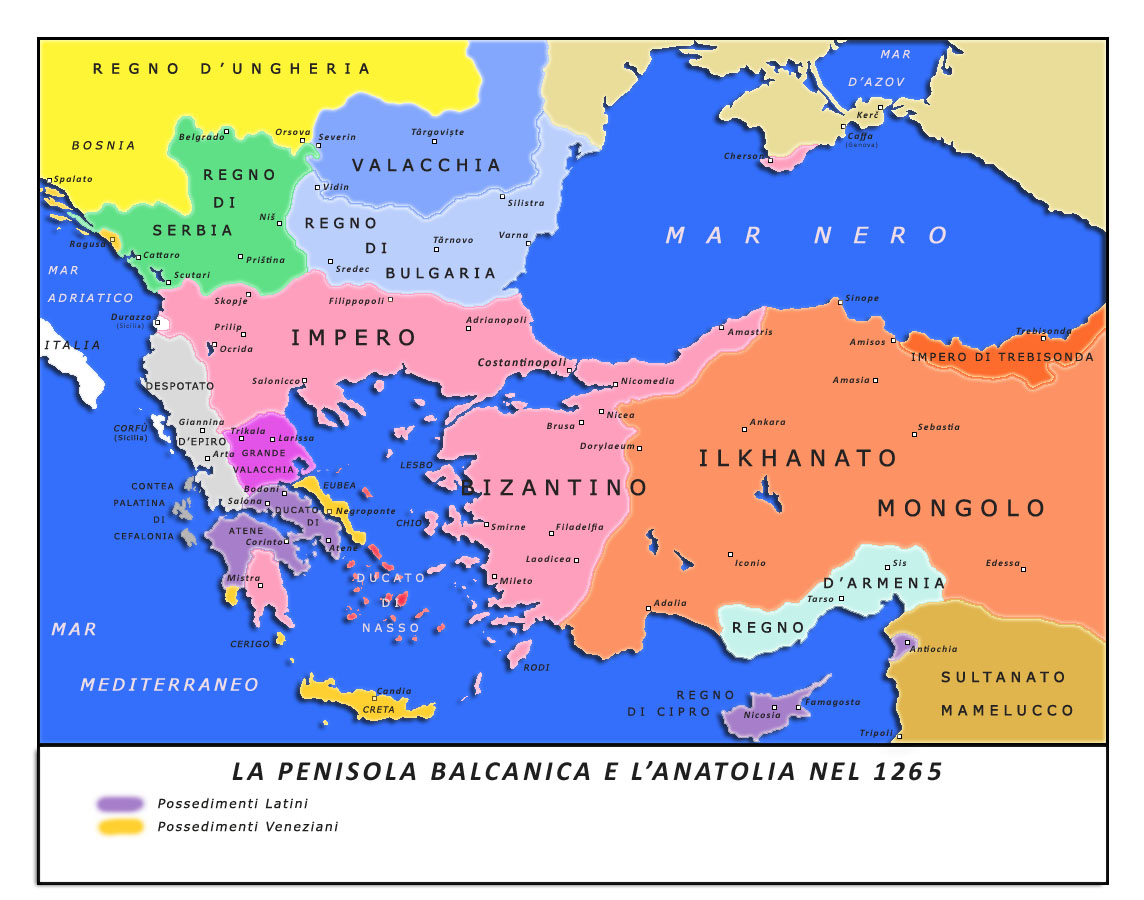
Il Regno di Serbia nel 1265

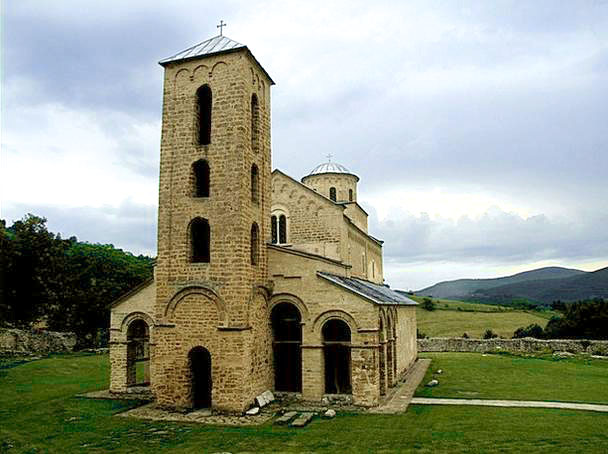
Il Monastero di Sopoćani fondato da Stefano Uroš

Terzo figlio di Stefano Prvovenčani e di Anna Dandolo (figlia del Doge di Venezia Enrico Dandolo), nella primavera del 1243 fu dichiarato Re di Serbia dal Popolo che si era sollevato contro suo fratello maggiore Stefano Vladislav I.
Durante il suo regno, i principali avversari della Serbia nei Balcani, in Epiro e in Bulgaria iniziarono un periodo di declino, e questo favorì la Serbia nel diventare una forte potenza locale.
Stefano Uroš incoraggiò lo sviluppo economico del Paese: chiamò nelle sue terre numerosi minatori sassoni che lavoravano in Ungheria per impiegarli nell'estrazione dell'argento nei giacimenti di Brskovo e Rudnik, e diede loro un'ampia autonomia amministrativa, nonché il diritto di professare liberamente la fede cattolica.
La grande quantità di argento estratto dalle miniere fu utilizzata per la coniazione di monete: ne furono, infatti, messe in circolazione grandi quantità che servivano nei commerci che Stefano Uroš volle intensificare soprattutto con le città dalmate di Ragusa e Cattaro.
In campo religioso, fu un uomo pio e devoto: la severità dei costumi della sua corte era rinomata anche all'estero. Finanziò la costruzione di diversi monasteri, e mantenne strettissimi rapporti con la Chiesa ortodossa serba; favorì, però, anche il culto cattolico dandogli ampia libertà ed autonomia non solo per immigrati sassoni, ma anche per sudditi delle città dalmate in cui il cattolicesimo era maggioritario.

## Politica espansionistica
La politica di Uroš, nonostante i buoni rapporti commerciali coi popoli confinati, iniziò ben presto a diventare aggressiva nei loro confronti, per aumentare la propria influenza nei Balcani. Negli anni 1252–1253 intraprese una guerra proprio con la Repubblica di Ragusa e con il principato di Zahumlje. L'esercito di Zahumlje respinse l'assalto e il suo principe divenne vassallo dell'Ungheria assicurandosene la protezione. Dopo la sconfitta contro Zahumlje, Ragusa cercò alleati per respingere l'avanzata serba, e li trovò nella Bulgaria che nel 1254 invase larghe zone del regno serbo. Uroš corse ai ripari firmando con questi nemici trattati di pace.

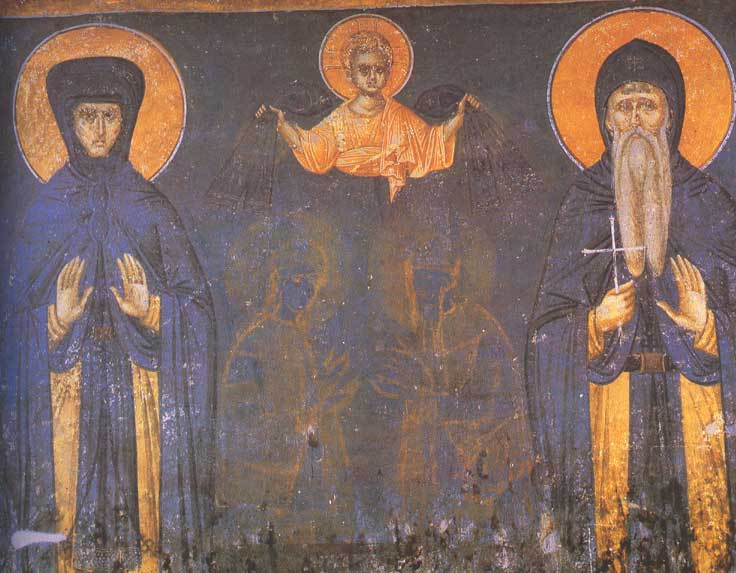
La regina Elena d'Angiò con suo figlio Milutin

Un importante alleato di Stefano era Michele VIII Paleologo, imperatore di Bisanzio: con lui aveva stretto buoni rapporti quando l'Impero bizantino risiedeva a Nicea, ma dopo che Michele riconquistò Costantinopoli nel 1261, le relazioni divennero più strette. L'Imperatore diede in moglie al figlio di Stefano, Milutin, sua figlia Anna. Forte dell'appoggio di Bisanzio, fu iniziata una seconda guerra contro Ragusa, favorita segretamente dalla stessa regina serba Elena d'Angiò. L'esercito serbo ebbe la meglio, e nel 1268 fu firmato un trattato di pace che prevedeva l'asservimento di Ragusa al regno di Serbia e il pagamento di un tributo annuale che la città dalmata elargì per oltre un secolo.
Stefano mosse nuovamente guerra anche a Zahumlje e riuscì ad inserirla nei propri domini. Contemporaneamente, attuò una forte politica accentratrice nei confronti delle regioni del suo regno, limitando di molto la loro autonomia, favorendo, così, la raccolta delle imposte che esse versavano allo Stato centrale.

## La disfatta

I Balcani nel 1265

Stefano Uroš aveva un vicino potente e ingombrante: l'Ungheria. Dopo un lungo periodo di pace, nel 1268 decise di invadere il ducato di Mačva nella regione di Belgrado, che apparteneva alla corona magiara e che era visto dagli ungheresi come avamposto per future conquiste. Nonostante gli iniziali successi, l'armata di Béla IV batté i Serbi, e lo stesso Stefano fu fatto prigioniero. In cambio della sua liberazione, l'Ungheria ottenne un trattato di amicizia con la corona serba: il figlio di Uroš, Dragutin fu dato in sposo alla figlia dell'erede al trono ungherese Stefano, Caterina. Caterina aveva una forte influenza sul marito, per questo Uroš si rifiutò di dare a suo figlio alcune terre perché le amministrasse secondo il costume ungherese. Dragutin ricorse contro suo padre a Béla IV che destituì Stefano Uroš dal trono di Serbia.
Perduto il potere, si ritirò nel monastero di Sopoćani che egli stesso aveva fondato, prese il nome di Simeone e rimase lì come monaco fino alla sua morte che avvenne nel 1277.

## Ascendenza
|                     |                |                         | Genitori |  |  | Nonni |  |  | Bisnonni         |  |  | Trisnonni |  |
|                     |                |                         |          |  |  |       |  |  | Zavida Vukanović |  |  | …         |  |
|                     |                |                         |          |  |  |       |  |  | Zavida Vukanović |  |  | …         |  |
|                     |                | …                       |          |  |  |       |  |  | Zavida Vukanović |  |  |           |  |
| Stefano Nemanja     |                |                         |          |  |  |       |  |  | Zavida Vukanović |  |  |           |  |
|                     |                | Uroš I di Rashka        | …        |  |  |       |  |  |                  |  |  |           |  |
|                     |                | Uroš I di Rashka        | …        |  |  |       |  |  |                  |  |  |           |  |
|                     |                | Uroš I di Rashka        | …        |  |  |       |  |  |                  |  |  |           |  |
| Stefano Prvovenčani |                | Uroš I di Rashka        |          |  |  |       |  |  |                  |  |  |           |  |
|                     |                | Alessandro di Valacchia | …        |  |  |       |  |  |                  |  |  |           |  |
|                     |                | Alessandro di Valacchia | …        |  |  |       |  |  |                  |  |  |           |  |
|                     |                | Alessandro di Valacchia | …        |  |  |       |  |  |                  |  |  |           |  |
| Anna di Serbia      |                | Alessandro di Valacchia |          |  |  |       |  |  |                  |  |  |           |  |
|                     |                | …                       | …        |  |  |       |  |  |                  |  |  |           |  |
|                     |                | …                       | …        |  |  |       |  |  |                  |  |  |           |  |
|                     |                | …                       | …        |  |  |       |  |  |                  |  |  |           |  |
| Stefano Uroš I      |                | …                       |          |  |  |       |  |  |                  |  |  |           |  |
|                     | Enrico Dandolo | Vitale Dandolo          |          |  |  |       |  |  |                  |  |  |           |  |
|                     | Enrico Dandolo | Vitale Dandolo          |          |  |  |       |  |  |                  |  |  |           |  |
|                     | Enrico Dandolo | …                       |          |  |  |       |  |  |                  |  |  |           |  |
| Raniero Dandolo     | Enrico Dandolo |                         |          |  |  |       |  |  |                  |  |  |           |  |
|                     |                | Felicita Bembo          | …        |  |  |       |  |  |                  |  |  |           |  |
|                     |                | Felicita Bembo          | …        |  |  |       |  |  |                  |  |  |           |  |
|                     |                | Felicita Bembo          | …        |  |  |       |  |  |                  |  |  |           |  |
| Anna Dandola        |                | Felicita Bembo          |          |  |  |       |  |  |                  |  |  |           |  |
|                     |                | …                       | …        |  |  |       |  |  |                  |  |  |           |  |
|                     |                | …                       | …        |  |  |       |  |  |                  |  |  |           |  |
|                     |                | …                       | …        |  |  |       |  |  |                  |  |  |           |  |
| …                   |                | …                       |          |  |  |       |  |  |                  |  |  |           |  |
|                     |                | …                       | …        |  |  |       |  |  |                  |  |  |           |  |
|                     |                | …                       | …        |  |  |       |  |  |                  |  |  |           |  |
|                     |                | …                       | …        |  |  |       |  |  |                  |  |  |           |  |
|                     |                | …                       |          |  |  |       |  |  |                  |  |  |           |  |